# ایمنبرگ
ایمنبرگ (به لاتین: Immenberg) یک کوه در سوئیس است که در کانتون تورگاو واقع شده‌است. ایمنبرگ ۷۰۶ متر بالاتر از سطح دریا واقع شده‌است.